# Conrad Celtes
 (août 2022).
Conrad Celtes, ou plus fréquemment Conrad Celtis (Konrad Pickel/Bickel) (1459 à Wipfeld près de Wurtzbourg - 1508 à Vienne (Autriche)) est un humaniste et poète latin allemand.

## Biographie
Élève de Rudolph Agricola, il parcourut pour s'instruire l'Allemagne et l'Italie, reçut à son retour la couronne poétique des mains de l'empereur Frédéric III du Saint-Empire (1491), et fut nommé par Maximilien Ier empereur du Saint-Empire professeur d'éloquence à l'université de Vienne et bibliothécaire impérial.
Celtis, généralement considéré comme l'« humaniste allemand » par excellence, fonda plusieurs sociétés savantes (ou « sodalités », du latin sodalitas). Il fut cofondateur, avec Filippo Buonaccorsi dit Kallimach, d’une société littéraire en Pologne, la Sodalitas litteraria Vistulana, à Cracovie (1489), fondateur de la plus ancienne société littéraire de l'Allemagne, la Societas Litteraria Rhenana, à Heidelberg (1491), et de la Sodalitas litteraria Danubiana (1497), entre autres. Sa production épistolaire, comme celle d'Érasme, est un témoin précieux du développement de l'humanisme.
Ses poésies lyriques en latin imitaient le style d'Ovide et d'Horace : les plus connues sont les Quatuor libri Amorum (1502), recueil illustré par Albrecht Dürer.
Celtis fut non seulement le plus grand poète de son temps en Allemagne, mais il fit aussi œuvre de géographe et d'éditeur. Il aurait découvert dans une bibliothèque la carte routière imagée de l'Empire romain, dite Table de Peutinger (Tabula Peutingeriana) qui ne sera publiée qu'après sa mort. Il édita le premier (1501) les écrits de la poétesse othonienne Hrotsvita de Gandersheim (Opera Roswithea), ainsi que les œuvres de Sénèque, et la Germanie de Tacite. Il composa des épigrammes et un traité de poésie (Ars versificandi et carminum, 1486).
Enfin, il faut mentionner son grand œuvre, pan-nationale avant l'heure, la Germania illustrata, une encyclopédie qui cherche à rattacher toutes les connaissances scientifiques de son temps à l'histoire de l'Allemagne. Il rédigea lui-même la partie Germania Generalis (1500), et l'article sur Nuremberg, « De origine, situ, moribus et institutis Norimbergae libellus » (1502). Parmi ses collaborateurs dans ce projet, on trouve les noms de Johannes Aventinus (1477–1534) et de Beatus Rhenanus (1485–1547).

## Poetenschule
En 1496, Hans Johann Pickheimer, le père de l'helléniste et ami d'Albrecht Dürer Willibad Pickheimer, crée à Nuremberg, la Poetenschule, un cercle humaniste plutôt qu'une école à proprement parler, largement inspirée de l'Académie platonicienne de Florence dont les membres se réunissaient autour de Marsile Ficin et de Cristoforo Landino dans les environs de Florence, à la villa Careggi. Ce projet d'école humaniste n'est pas entièrement approuvé par le Conseil de la ville : si l'idée émerge en 1491, la Poetenschule devient officiellement une institution en 1496. Dès les années 1490, les humanistes de la Poetenschule ont pour ambition commune de transférer l'hégémonie culturelle du sud au nord des Alpes. Ce processus de transfert, la translatio artium, implique de renouveler la poésie et les arts en y intégrant l'héritage antique afin de mieux rivaliser avec l'Italie, voire de la surpasser. Ce processus de « renaissance » culturelle, qui repose sur une dynamique de transfert et convoque le mythe, est porté par Conrad Celtis.
Conrad Celtis l'expose concrètement dans le titre de l'Ode à Apollon, qu'il compose pour son Ars versificandi et carminum publié à Leipzig vers 1492-1495. La formule latine du titre, « vt ab Italis cum lira ad Germanos veniat », résonne en effet comme un appel lancé à Apollon, afin que ce dernier, après être parti de Grèce accompagné de ses neuf muses et après avoir fait une longue étape en Italie, où il se trouverait toujours, se mette sans plus tarder en route vers le nord pour apporter sa lyre aux Germains.

## Œuvres
Il contribua puissamment à répandre dans son pays le goût des lettres, découvrit les Fables de Phèdre et la Table de Konrad Peutinger et laissa de nombreux écrits parmi lesquels on remarque:
- Ars versificandi, Nuremberg, 1487 ;

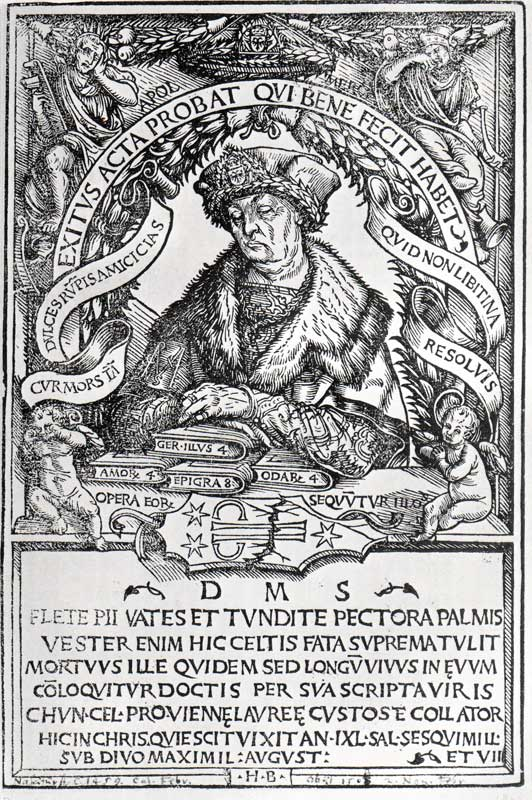
Épitaphe de Conrad Celtis, par Hans Burgkmair, 1507

- Amorum lib. IV, Nuremberg, 1502 ;
- Odarum lib. IV, Strasbourg, 1513.

## Source
Cet article comprend des extraits du Dictionnaire Bouillet. Il est possible de supprimer cette indication, si le texte reflète le savoir actuel sur ce thème, si les sources sont citées, s'il satisfait aux exigences linguistiques actuelles et s'il ne contient pas de propos qui vont à l'encontre des règles de neutralité de Wikipédia.